# Thiều Quan
Thiều Quan (韶关) là một địa cấp thị ở Bắc tỉnh Quảng Đông, Trung Quốc nơi có nhục thể của thiền sư Huệ Năng.
Thiều Quang nằm trên Đường sắt Bắc Kinh - Quảng Châu, cách Quảng Châu 221 km về phía Bắc. Thiều Quan nằm gần đường cao tốc Bắc Kinh - Chu Hải. Tại Thiều Quan, sông Vũ chảy từ Tây Bắc và sông Trinh chảy từ Đông Bắc nhập vào nhau tạo nên Bắc Giang chảy theo hướng Nam đến Quảng Châu.

## Hành chính
Thiều Quan có 3 quận (khu), 1 thành phố cấp phó địa, 1 thành phố cấp huyện, 4 huyện, 1 huyện tự trị:
- Quận: Trinh Giang, Vũ Giang, Khúc Giang
- Thành phố cấp phó địa: Nam Hùng
- Thành phố cấp huyện: Lạc Xương
- Huyện: Nhân Hóa, Thủy Hưng, Ông Nguyên, Tân Phong
- Huyện tự trị: huyện tự trị người Dao Nhũ Nguyên